# Pacto del 25 de Mayo
El Pacto del 25 de Mayo, comúnmente conocido como el Pacto de Mayo, es un pacto propuesto por el presidente de Argentina, Javier Milei, a los gobernadores de las 23 provincias argentinas y al Jefe de Gobierno de la Ciudad Autónoma de Buenos Aires con base a 10 puntos de lineamientos propuestos por el oficialismo. 
Fue anunciado por Javier Milei el 1 de marzo de 2024, durante la apertura del 142° período de sesiones ordinarias del Congreso de la Nación Argentina. Al estar la Ley de Bases y Puntos de Partida para la Libertad de los Argentinos y el Paquete Fiscal trabados en el Plenario de Comisiones del Senado de la Nación Argentina, el pacto se pospuso. A pesar de que no se llegó a la aprobación en la fecha, el pacto siguió llamándose "Pacto de Mayo". Tras la aprobación de la Ley de bases y Puntos de Partida para la Libertad de los Argentinos el paquete fiscal, el 20 de junio, durante el Día de la Bandera en la ciudad de Rosario, el presidente Javier Milei extendió la invitación a los gobernadores, para el día 9 de julio, en la Casa de Tucumán. Finalmente en ese día, durante el 208° aniversario de la declaración de la independencia argentina, fue firmado por los gobernadores que asistieron.

## Texto del pacto
El texto introductorio se incluían elementos religiosos. Se eligió el 25 de mayo para su firma en honor a la Revolución de Mayo.
Los lineamientos trazados por el Pacto constituían acuerdos de política de Estado con relación a ciertas cuestiones económicas. [cita requerida] En él, se preveían modificaciones al sistema de reformas tributarias, privatizaciones, desregulaciones económicas, reformas fiscales y cambios con respecto a la coparticipación federal. Estos lineamientos fueron publicados en las cuentas oficiales de las redes sociales del gobierno, y más tarde se los presentó en la apertura de sesiones ordinarias del Congreso Nacional.

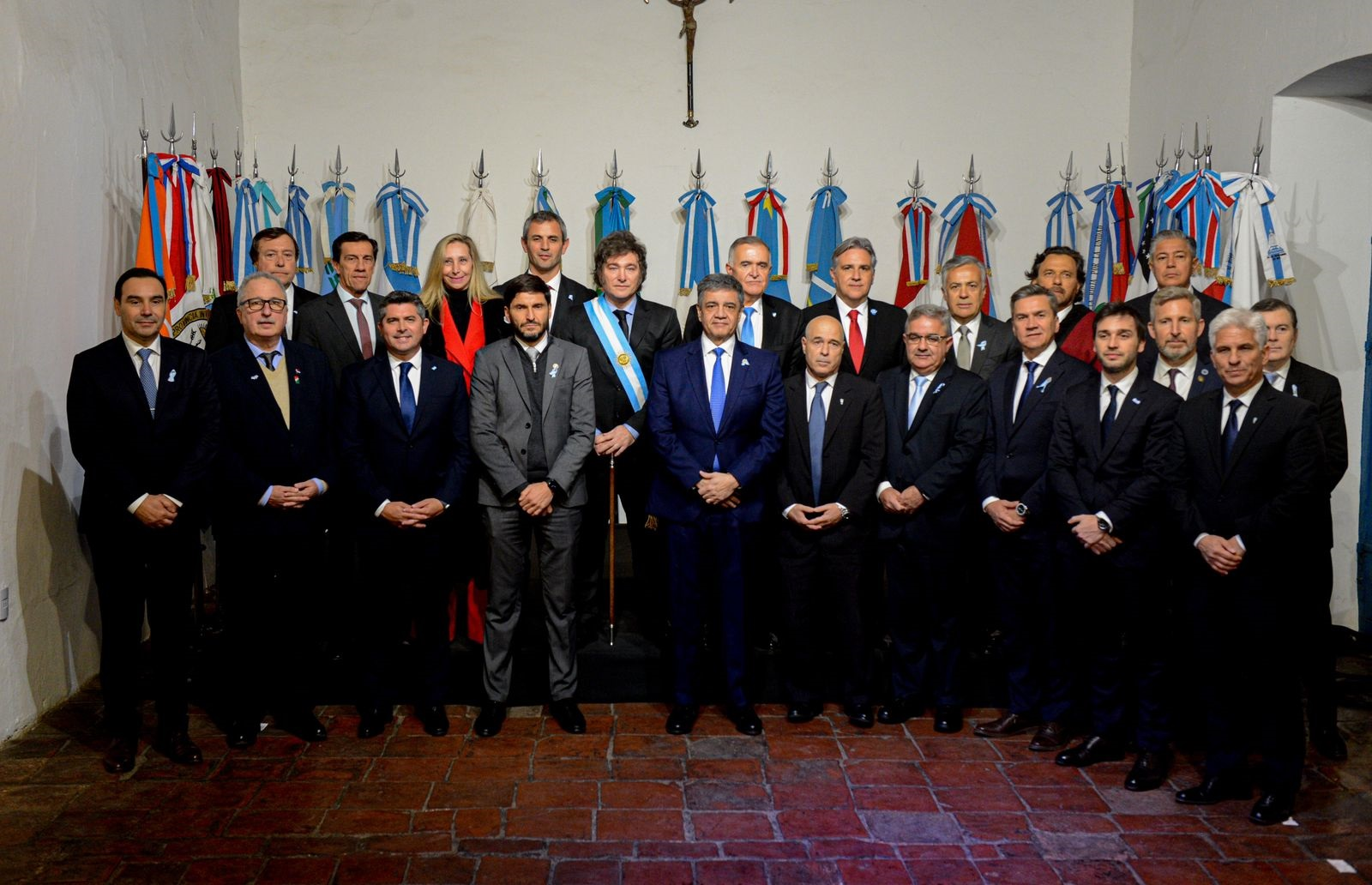
Firmantes del Pacto de Mayo en la Casa de Tucumán el 9 de julio de 2024.

## Firma

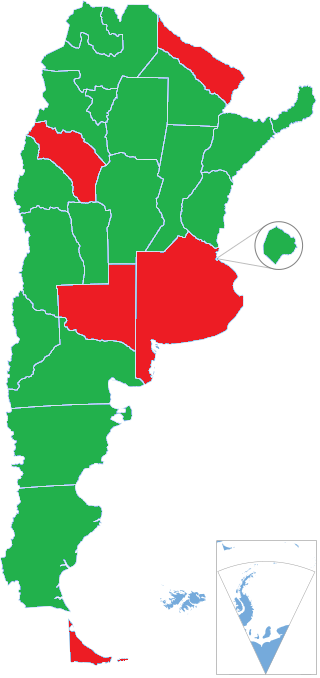
Provincias que apoyaron el Pacto.
Provincias que no apoyaron el Pacto.

La firma del pacto estaba sujeta a previa aprobación de los gobernadores de las provincias y se llevaría a cabo el 25 de mayo de 2024 en la Provincia de Córdoba. Además, según lo que estipulaba lo pactado, la realización de la firma también dependía de la aprobación de la Ley de Bases y Puntos de Partida para la Libertad de los Argentinos, que fue retirada por el rechazo de varios artículos durante las sesiones extraordinarias del Congreso llevadas a cabo a principios del año 2024.

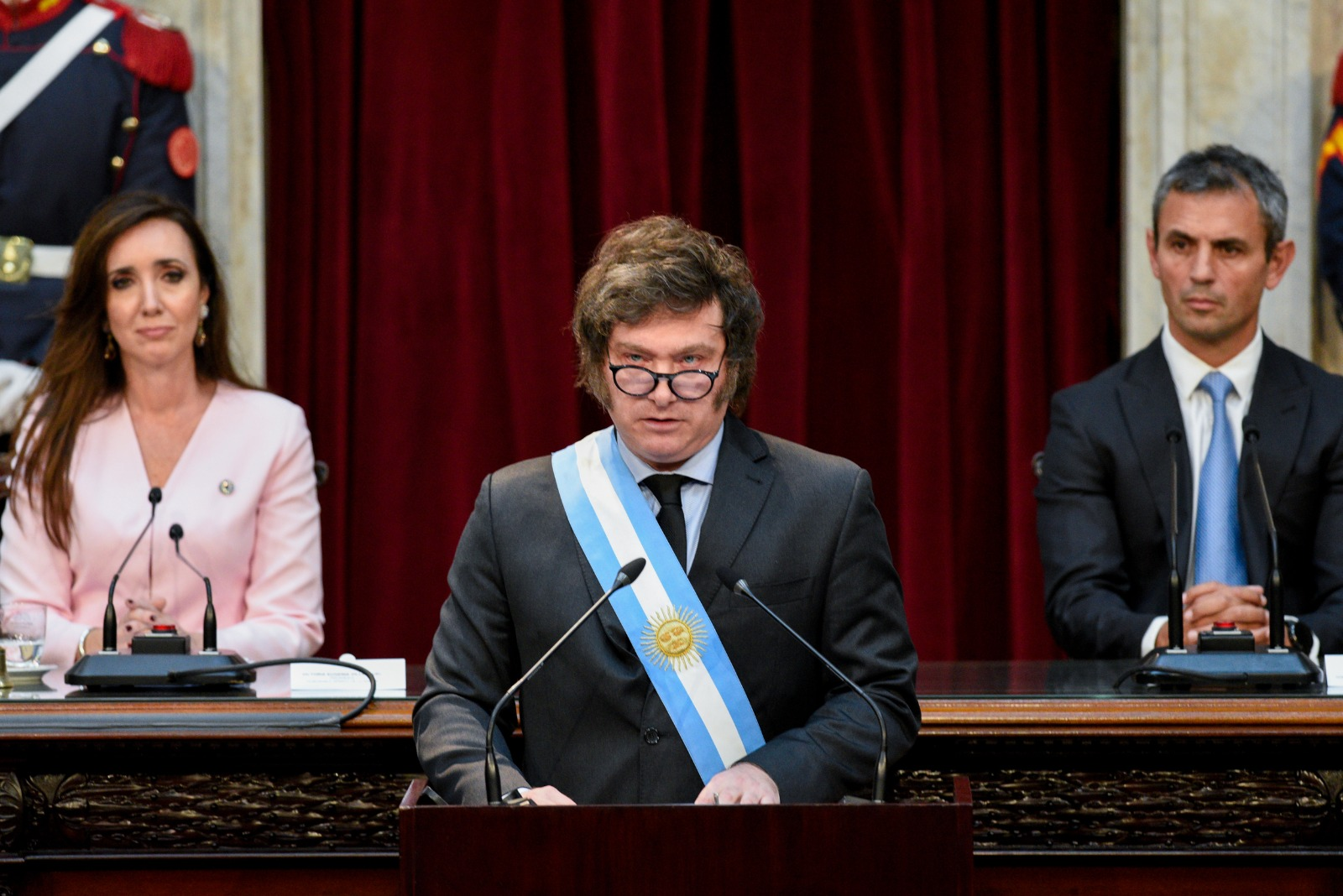
Javier Milei anuncia el Pacto de Mayo en la apertura de sesiones ordinarias del Congreso Nacional en 2024.

Por la demora en la aprobación de la Ley de Bases y Puntos de Partida para la Libertad de los Argentinos la firma del Pacto fue postergada para el 9 de julio, mismo día donde se celebra el Día de la independencia en Argentina en la Casa Histórica de Tucumán. El 9 de julio asistieron a firmar el Pacto de Mayo el Jefe de Gobierno porteño Jorge Macri y los gobernadores Rogelio Frigerio (Entre Ríos), Martín Llaryora (Córdoba), Osvaldo Jaldo (Tucumán), Ignacio Torres (Chubut), Leandro Zdero (Chaco), Maximiliano Pullaro (Santa Fe), Claudio Poggi (San Luis),Hugo Passalacqua (Misiones), Raúl Jalil (Catamarca), Gustavo Sáenz (Salta), Carlos Sadir (Jujuy), Rolando Figueroa (Neuquén), Gerardo Zamora (Santiago del Estero), Alberto Weretilneck (Río Negro) Gustavo Valdés (Corrientes), Marcelo Orrego (San Juan) y Alfredo Cornejo (Mendoza). También firmó Karina Milei.
También estuvieron presentes los expresidentes argentinos Mauricio Macri y Adolfo Rodriguez Saá, y el exsenador Esteban Bullrich, como así varios diputados y senadores oficialistas. 
Los gobernadores que no firmaron fueron:
 Axel Kicillof,
 Gildo Insfrán,
 Sergio Ziliotto,
 Ricardo Quintela, 
 Gustavo Melella y
  Claudio Vidal.
En todos los casos menos el último, se debe por estar en desacuerdo y encontrarse en  oposición dura al gobierno nacional. Claudio Vidal había manifestado estar a favor del acuerdo, sin embargo, no pudo asistir debido a un temporal que afectaba a su provincia. Posteriormente, tras la firma del pacto, el Gobierno Nacional aseguró que Vidal firmaría el acuerdo en Buenos Aires en una fecha posterior, lo cual finalmente no ocurrió.

## Consejo de Mayo
El “Consejo de Mayo” es, según el Decreto 617/2024 que establece su creación, un órgano colegiado consultivo con el objetivo de asesorar al Poder Ejecutivo en la implementación de políticas que ayuden al cumplimiento de los lineamientos del Pacto de Mayo.
El Consejo debe celebrar una sesión ordinaria por lo menos una vez cada treinta días. También se pueden realizar sesiones extraordinarias si así lo solicita más de la mitad de los consejeros, el presidente del Consejo o el Presidente de la Nación Argentina. 

#### Composición
El Consejo de Mayo está compuesto por un Presidente (el Jefe del Gabinete de Ministros), que dirige las sesiones y utiliza su voto solo en caso de empate, y seis Consejeros. Debe haber un Consejero nombrado por cada uno de las siguientes entidades: 
1. El Poder Ejecutivo Nacional.
2. Las provincias firmantes del Pacto, y la Ciudad Autónoma de Buenos Aires.
3. El Senado.
4. La Cámara de Diputados.
5. Las organizaciones sindicales.
6. Los gremios empresariales.

El 9 de agosto de 2024, veinticuatro días después de la creación del Consejo, el presidente Javier Milei nombró a Federico Sturzenegger (Ministro de Desregulación y Transformación del Estado) como el consejero representante del Poder Ejecutivo con la publicación del Decreto 710/2024 en el Boletín Oficial. El Poder Ejecutivo fue el primer ente representado en nombrar a su consejero, quedando hasta entonces las cinco bancas restantes vacantes. 
Finalmente, el 5 de junio de 2025, ante la falta de propuestas por parte de las provincias y de los sectores que debían estar representados, el gobierno nacional procedió a designar a los seis integrantes del Consejo de Mayo tras el decreto Decreto 382/2025, relanzando así su funcionamiento. Entre los nombrados se encuentran: Alfredo Cornejo, gobernador de Mendoza, como representante de las provincias firmantes del Pacto y de la Ciudad Autónoma de Buenos Aires; Carolina Losada, senadora nacional por Santa Fe de la Unión Cívica Radical y vicepresidenta primera del Senado, en representación de la Cámara Alta; Cristian Ritondo, diputado nacional por la Provincia de Buenos Aires y presidente del PRO bonaerense, en representación de la Cámara de Diputados; Gerardo Martínez, secretario general de la UOCRA, por las organizaciones sindicales; y Martín Rappallini, presidente de la Unión Industrial Argentina, en representación de los gremios empresariales. 